# Zgropołci
Zgropołci (mac. Згрополци) – wieś w centralnej Macedonii Północnej, terytorialnie i administracyjnie należąca do gminy Gradsko. Według stanu na 2002 rok jej liczebność wynosiła 0 mieszkańców.

położenie wsi na mapie gminy

Według danych ze spisu powszechnego przeprowadzonego w 2002 roku, wieś Zgropolci była miejscowością opuszczoną, której nie zamieszkiwał żaden człowiek.